# Versus (latin)
Versus, ett latinskt ord, uttalas i svenskt sammanhang som det stavas [vérrsus] (förkortas v., v, vs. eller vs) vilket som adverb betyder vänd emot, som substantiv fåra, linje eller versrad. Versus används traditionellt i (utländsk) juridik och sportsammanhang om två parter som är motståndare på ett eller annat sätt: God versus ond, Mac vs. PC eller Chelsea vs Arsenal.